# Хенриетта (тауншип, Миннесота)
Хенриетта (англ. Henrietta) — тауншип в округе Хаббард, Миннесота, США. На 2000 год его население составило 1582 человека.

## География
По данным Бюро переписи населения США площадь тауншипа составляет 90,9 км², из которых 82,1 км² занимает суша, а 8,8 км² — вода (9,69 %).

## Демография
По данным переписи населения 2000 года здесь находились 1582 человека, 607 домохозяйств и 472 семьи. Плотность населения — 19,3 чел./км². На территории тауншипа расположено 913 построек со средней плотностью 11,1 построек на один квадратный километр. Расовый состав населения: 97,85 % белых, 1,14 % коренных американцев, 0,51 % азиатов и 0,51 % приходится на две или более других рас. Испанцы или латиноамериканцы любой расы составляли 0,13 % от популяции тауншипа.
Из 607 домохозяйств в 34,8 % воспитывались дети до 18 лет, в 68,4 % проживали супружеские пары, в 6,4 % проживали незамужние женщины и в 22,1 % домохозяйств проживали несемейные люди. 18,8 % домохозяйств состояли из одного человека, при том 7,9 % из — одиноких пожилых людей старше 65 лет. Средний размер домохозяйства — 2,61, а семьи — 2,94 человека.
26,5 % населения — младше 18 лет, 6,7 % — в возрасте от 18 до 24 лет, 25,5 % — от 25 до 44, 27,2 % — от 45 до 64, и 14,0 % — старше 65 лет. Средний возраст — 39 лет. На каждые 100 женщин приходилось 107,6 мужчин. На каждые 100 женщин старше 18 приходилось 100,3 мужчин.
Средний годовой доход домохозяйства составлял 40 061 доллар, а средний годовой доход семьи — 42 316 долларов. Средний доход мужчин — 31 538 долларов, в то время как у женщин — 20 441. Доход на душу населения составил 18 760 долларов. За чертой бедности находились 7,4 % семей и 9,4 % всего населения тауншипа, из которых 14,4 % младше 18 и 12,2 % старше 65 лет.